# La Curée (film)
Pour les articles homonymes, voir Curée (homonymie).
Pour plus de détails, voir Fiche technique et Distribution.
La Curée est un film franco-italien réalisé par Roger Vadim et sorti en  1966.
Adapté librement du roman homonyme d'Émile Zola, le film prend soin, comme le Thérèse Raquin de Marcel Carné, de transposer l'action d'une centaine d'années.

## Synopsis
Le film se centre sur l'idylle passionnée de Renée et de son beau-fils, Maxime. L'aspect finance et affairisme n'est que sous-entendu. L'insolence de la richesse, l'amoralité et l'auto-destruction sont, toutefois, héritiers directs du monde littéraire de Zola.

## Fiche technique
- Titre : La Curée
- Réalisation : Roger Vadim
- Assistant réalisateur : Francis Girod, Jean-Michel Lacor et Roger Tellier
- Scénario et adaptation : Jean Cau, Roger Vadim et Claude Choublier d’après le roman La Curée d’Émile Zola
- Dialogues : Jean Cau
- Musique : Jean Bouchéty et Jean-Pierre Bourtayre
- Directeur de la photo : Claude Renoir
- Cadreur : Alain Douarinou
- Son : Antoine Petitjean
- Montage : Victoria Mercanton
- Scripte : Suzanne Durrenberger
- Décors : Jean André
- Costumes : Tanine Autré
- Producteur : Roger Vadim
- Sociétés de production : Les Films Marceau (Paris), Cocinor - Comptoir cinématographique du Nord, Mega Film (Rome)
- Société de distribution : Royal Films International
- Pays de production :  France,  Italie
- Langue de tournage : français
- Format : Couleur (Eastmancolor) — 2.35:1 Panavision — Mono (Westrex) — 35 mm
- Genre : Drame
- Durée : 98 min
- Dates de sortie : 
  - France : 22 juin 1966
  - Belgique : 23 septembre 1966
  - Italie : 26 octobre 1966
- Film interdit aux moins de 18 ans lors de sa sortie en salles en France (réévalué en interdit aux moins de 16 ans avec le changement de pallier en 1990)

## Distribution
- Jane Fonda : Renée Saccard
- Michel Piccoli : Alexandre Saccard
- Peter McEnery : Maxime Saccard
- Tina Aumont : Anne Sernet
- Jacques Monod : M. Sernet
- Howard Vernon : Avocat
- Douglas Read : Maitre d'hôtel
- Ham-Chau Luong : M. Chou
- Germaine Montero : Un invité
- Joe Davray : Le jardinier (non crédité)
- Hélène Dieudonné : La bonne (non créditée)
- Van Doude :  Un invité (non crédité)
- Simone Valère : Mme Sernet (non créditée)
- Dominique Zardi : Un invité (non crédité)